# Alcóntar
Alcóntar è un comune spagnolo  situato nella  comunità autonoma dell'Andalusia.